# Каргала (Западно-Казахстанская область)
Каргала (каз. Қарғалы) — село в Чингирлауском районе Западно-Казахстанской области Казахстана. Входит в состав Карагашского сельского округа. Код КАТО — 276643500.

## Население
В 1999 году население села составляло 142 человека (74 мужчины и 68 женщин). По данным переписи 2009 года, в селе проживали 44 человека (23 мужчины и 21 женщина).